# Mikrohämaturie
Mikrohämaturie bezeichnet das Vorhandensein von Blut im Urin (Hämaturie), das mikroskopisch oder im Sangur-Test mittels Teststreifen nachgewiesen werden kann, aber makroskopisch (also mit bloßem Auge) im Gegensatz zur Makrohämaturie nicht sichtbar ist. Liegen in der Probe intakte Erythrozyten vor, kann nach Zentrifugation unter Umständen ein schmaler braun-roter Bodensatz zu sehen sein. Die Mikrohämaturie ist ein Symptom, aber keine Erkrankung per se.